# Tillandsia 'Peach'
Tillandsia 'Peach' es un  cultivar híbrido del género Tillandsia perteneciente a la familia  Bromeliaceae.
Es un híbrido creado en el año 1993 con la especie Tillandsia ionantha.

## Cultivares
- Tillandsia 'Cheryl'.
- Tillandsia 'Perfectly Peachy'.